# Australski teritoriji Indijskog oceana
Australski teritorij Indijskog oceana naziv je od 1995. za administrativnu jedinicu pod australskim Odjelom za infrastrukturu, promet, regionalni razvoj, komunikacije i umjetnost, koja se sastoji od dvije skupine otoka u Indijskom oceanu pod australskim suverenitetom:
- Božićni otok (10°29′06″S 105°38′10″E / 10.485°S 105.636°E ), gdje boravi administrator
- Kokosovi otoci (12°09′29″S 96°52′12″E / 12.158°S 96.870°E ), gdje isti službenik također ima nadležnost kao administrator, ali ne boravi

Svaka od ovih otočnih komponenti ima svoje vlastito vijeće okruga : Okrug Božićnog otoka i Okrug Kokosa.
Administrativna jedinica nema nadležnost nad nenaseljenim otocima Ashmore i Cartier te otocima Heard i McDonald, unatoč tome što ti teritoriji leže unutar Indijskog oceana.

## Administracija

### Pregledi
Godine 2004. napravljen je pregled teritorija.
Godine 2012. uprava je pregledana putem australskih parlamentarnih posjeta i istrage.
Farzian Zainal je predstavnik zajednice i rizničar Organizacije za regionalni razvoj teritorija Indijskog oceana, kojom upravlja australska vlada.

### Administratori
| Ne. | Ime                     | Politička stranka | Preuzeo dužnost   | Napustio ured       |
| --- | ----------------------- | ----------------- | ----------------- | ------------------- |
| 1   | Danny Ambrose Gillespie | n/a               | 1. srpnja 1994    | 30. lipnja 1996     |
| 2   | Ron Harvey              | n/a               | 1. listopada 1997 | 30. listopada 1998  |
| 3   | Bill Taylor             | liberalna         | 4. veljače 1999   | 30. srpnja 2003     |
| 4   | Evan Williams           | n/a               | 1. studenog 2003  | 31. listopada 2005  |
| 5   | Neil Lucas              | liberalna         | 30. siječnja 2006 | 22. veljače 2008    |
| 6   | Brian Lacy              | n/a               | 5. listopada 2009 | 5. listopada 2012   |
| 7   | Jon Stanhope            | Laburisti         | 5. listopada 2012 | 5. listopada 2014   |
| 8   | Barry Haase             | liberalna         | 6. listopada 2014 | 4. listopada 2017   |
| 9   | Natasha Griggs          | liberalna         | 5. listopada 2017 | obnašatelj dužnosti |

## Vanjske poveznice
- Svjetski državnici: Australija – Božićni otok
- Svjetski državnici: Australija – Kokosovi (Keeling) otoci